# Kłecko (gmina)
Kłecko – gmina miejsko-wiejska w województwie wielkopolskim, w powiecie gnieźnieńskim. W latach 1975–1998 gmina położona była w województwie poznańskim.
Siedziba gminy to Kłecko.
Według danych z 2016 roku gminę zamieszkiwało 7599 osób. Natomiast według danych z 31 grudnia 2017 roku gminę zamieszkiwały 7544 osoby. Stanowiło to wówczas 5,2% ludności powiatu.
Na terenie gminy od 2015 działa prywatne lądowisko Działyń.

## Struktura powierzchni
Według danych z roku 2002 gmina Kłecko ma obszar 131,7 km², w tym:
- użytki rolne: 86%
- użytki leśne: 5%

Gmina stanowi 10,5% powierzchni powiatu.

## Demografia
Dane z 31 grudnia 2017 roku:
| Opis                              | Ogółem | Ogółem | Kobiety | Kobiety | Mężczyźni | Mężczyźni |
| --------------------------------- | ------ | ------ | ------- | ------- | --------- | --------- |
| jednostka                         | osób   | %      | osób    | %       | osób      | %         |
| populacja                         | 7544   | 100    | 3766    | 49,9    | 3778      | 50,1      |
| gęstość zaludnienia (mieszk./km²) | 58     | 58     | 30      | 30      | 28        | 28        |

Piramida wieku mieszkańców gminy Kłecko w 2014 roku:

## Sołectwa
Bielawy, Biskupice, Bojanice, Brzozogaj, Charbowo, Czechy, Dębnica, Działyń, Dziećmiarki, Gorzuchowo, Kamieniec (gmina Kłecko), Komorowo, Michalcza, Polska Wieś, Pomarzany, Sulin, Świniary, Ułanowo, Waliszewo, Wilkowyja, Zakrzewo.
Miejscowości bez statusu sołectwa: Kopydłowo, Pruchnowo.

## Sąsiednie gminy
Gniezno, Kiszkowo, Łubowo, Mieleszyn, Mieścisko, Skoki

## Miasta partnerskie
- Rosche